# Zádub (Zádub-Závišín)
Zádub (německy Hohendorf) je vesnice, část obce Zádub-Závišín v okrese Cheb v Karlovarském kraji. Nachází se na západě Zádubu-Závišína. Prochází zde silnice II/230. Je zde evidováno 73 adres. V roce 2011 zde trvale žilo 177 obyvatel.
Zádub je také název katastrálního území o rozloze 1,85 km².

## Historie
Podle německé kroniky z roku 1935, která se odvolává na podstatně starší, již neexistující Dorschnerovu kroniku, se jedná zřejmě o nejstarší vesnická sídla v oblasti. Významný archeologický nález (z roku 1936) kolových staveb na dně Podhorního rybníka nevylučuje možnost předslovanské kultury.
První písemná zmínka o vesnici pochází z roku 1273. Jedná se o bulu papeže Řehoře X. z 23. května toho roku. Tato uvádí obce Zadubo a Zavissino (sousední vesnice, dnes Závišín).

## Obyvatelstvo
Podle sčítání 1930 zde žilo v 89 domech 544 obyvatel. 8 obyvatel se hlásilo k československé národnosti a 536 k německé. Žilo zde 544 římských katolíků.
| Rok            | 1869 | 1880 | 1890 | 1900 | 1910 | 1921 | 1930 | 1950 | 1961 | 1970 | 1980 | 1991 | 2001 | 2011 | 2021 |
| -------------- | ---- | ---- | ---- | ---- | ---- | ---- | ---- | ---- | ---- | ---- | ---- | ---- | ---- | ---- | ---- |
| Počet obyvatel | 239  | 328  | 345  | 344  | 476  | 420  | 544  | 280  | 209  | 173  | 144  | 131  | 154  | 177  | 196  |
| Počet domů     | 37   | 44   | 47   | 48   | 61   | 68   | 89   | 68   | 91   | 47   | 44   | 41   | 52   | 58   | 65   |

## Obecní správa
Při sčítání lidu v letech 1850–1879 Zádub byl osadou obce Závišín v okrese Teplá. V letech 1880–1959 byl samostatnou obcí, se kterým patřil nejprve do okresu Teplá, ale v letech 1900–1950 v okrese Mariánské Lázně. V letech 1960–1976 byl částí obce Zádub-Závišín v okrese Cheb. Od 1. dubna 1976 do 23. listopadu 1990 byl částí obce Mariánské Lázně v okrese Cheb. Od 24. listopadu 1990 je opět částí obce Zádub-Závišín v okrese Cheb.

## Pamětihodnosti
- Hotel Juniorhotel Krakonoš
- Kovárna

## Další fotografie

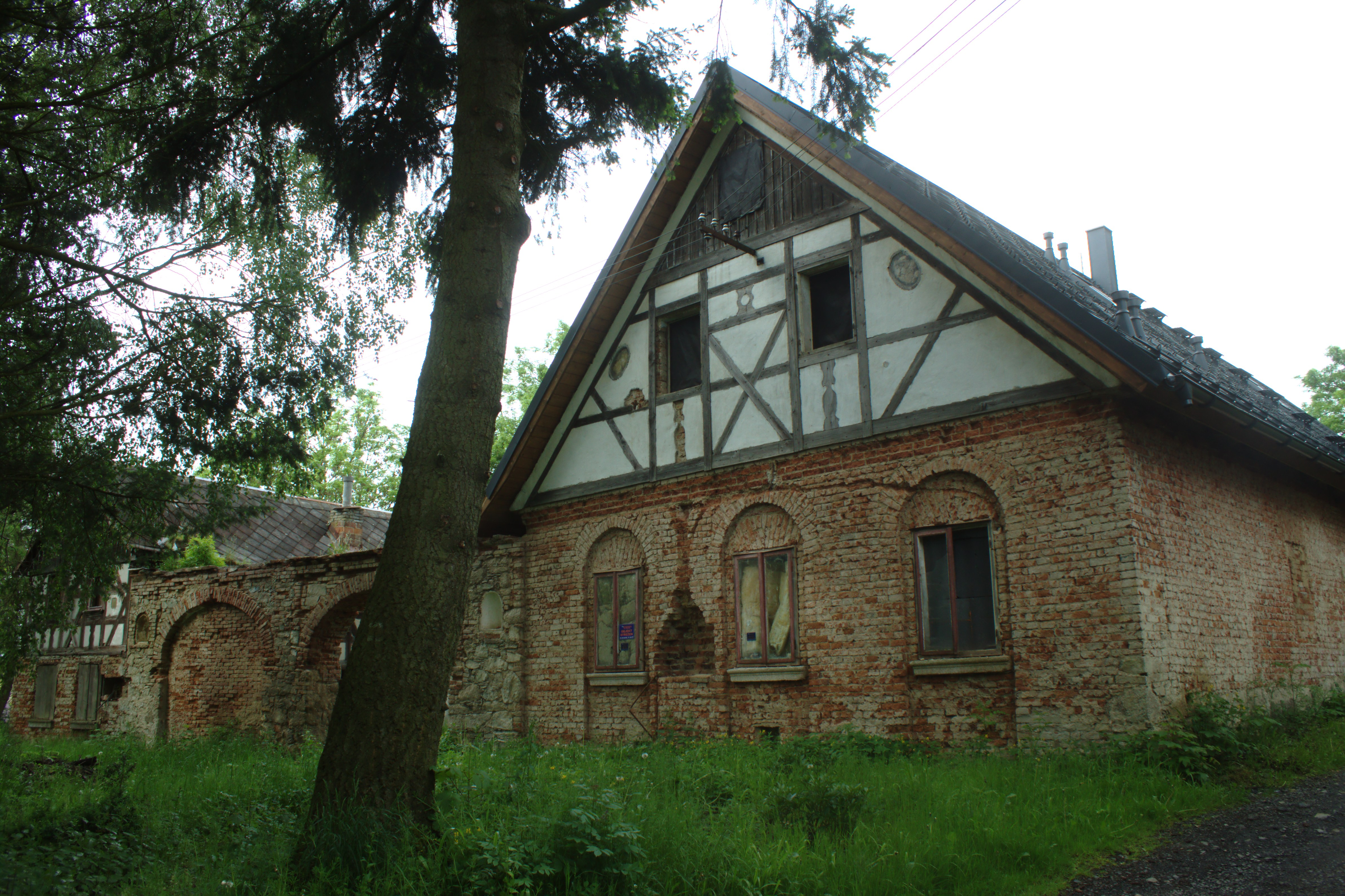
Hrázděná chalupa
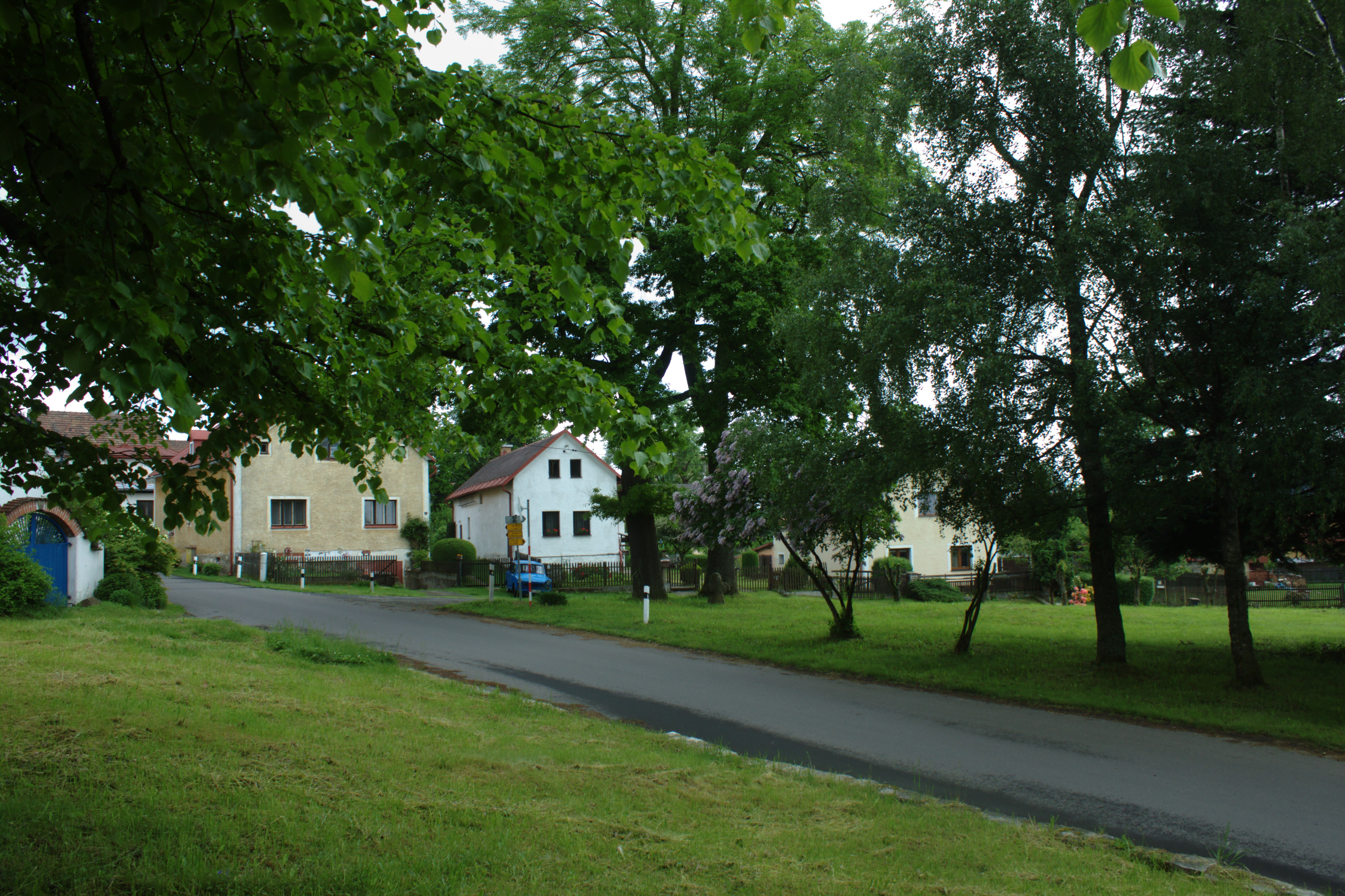
Náves
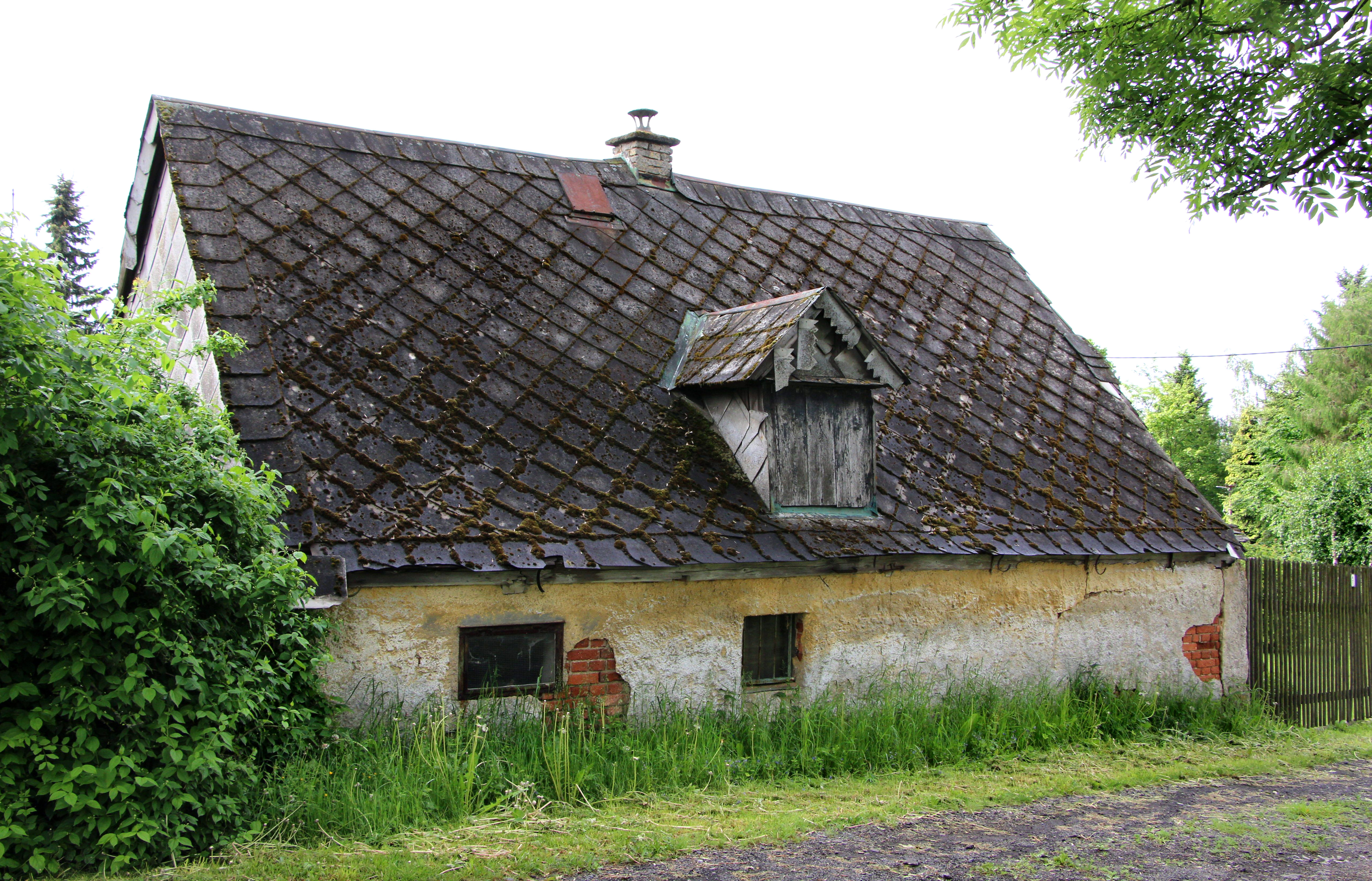
Starý domek